# خويفيرة رودوبية
خويفيرة رودوبية (الاسم العلمي:Koeleria rhodopea) هي نوع من النباتات تتبع جنس الخويفيرة من الفصيلة النجيلية. تم وصف هذا النوع من النبات علمياً لأول مرة من قبل كارولوس لينيوس ورودولف أماندوس فيليبي سنة 1859.